# リカルド・テイシェイラ (サッカー組織の幹部)
リカルド・テラ・テイシェイラ（Ricardo Terra Teixeira, 1947年6月20日 - ）は、第18代ブラジルサッカー連盟(CBF)会長。

## 生い立ちと略歴
カルロス・シャガスで生まれ、、ジョアン・アヴェランジェの娘ルシア・アヴェランジェと結婚した。彼らはほぼ30年におよぶ結婚生活の後、1997年に離婚した。彼の息子リカルド・テイシェイラ・アヴェランジェはブラジルの慣習に反して母の苗字を持つ。
1989年、テイシェイラはオクタヴィオ・ピント・ギマランイスの後任として、当時のサンパウロ州サッカー連盟会長ナビ・アビ・シェジドを破ってCBF会長に初選出され、第6期目を務め、ブラジルで開催される2014 FIFAワールドカップが終了するまでのCBF会長に選出されていた。

## 収賄の告発
2010年11月、BBCの看板時事番組『Panorama』の「FIFA's Dirty Secrets」という回でプレゼンターのアンドルー・ジェニングスは、テイシェイラが1990年代にワールドカップのテレビ放映権販売に対して賄賂を受領していたと主張した。テイシェイラはこの申し立てに応じなかった。

## 辞職
2012年3月12日、健康不安を理由にしてブラジルサッカー連盟会長を辞職すると共に、2014年FIFAワールドカップブラジル大会組織委員会委員長も退任した。3月19日、FIFA理事も辞任。